# Betsy Blair
Betsy Blair, właśc. Elizabeth Winifred Boger (ur. 11 grudnia 1923 w Cliffside Park, zm. 13 marca 2009 w Londynie) – amerykańska aktorka filmowa, mieszkająca przez wiele lat w Londynie.
Była nominowana do Oscara dla najlepszej aktorki drugoplanowej za rolę Clary Snyder w melodramacie Marty (1955).

## Życiorys
Urodziła się w Cliffside Park w stanie New Jersey. Jej matka, Frederica Ammon, była nauczycielką, a jej ojciec, William Kidd Boger, był wspólnikiem w małej firmie brokerskiej zajmującej się ubezpieczeniami. Obaj byli wyznawcami Kościoła episkopalnego. W wieku ośmiu lat zapisała się do szkoły tańca Swift Sisters i w 1933 wystąpiła przed Eleanor Roosevelt, wkrótce potem wygrała amatorski konkurs, dołączając do amatorskiego przedstawienia objazdowego i występując w lokalnym radiu, co motywowało ją do kariery tancerki. Dołączyła do agencji modelek Johna Roberta Powersa i w wieku 12 lat cieszyła się stałym zainteresowaniem. Zapisała się do w Professional Children’s School na Manhattanie, ale ponieważ nie miała ona akredytacji, matka wysłała ją do lokalnej szkoły, aby mogła w końcu rozpocząć naukę w college’u.

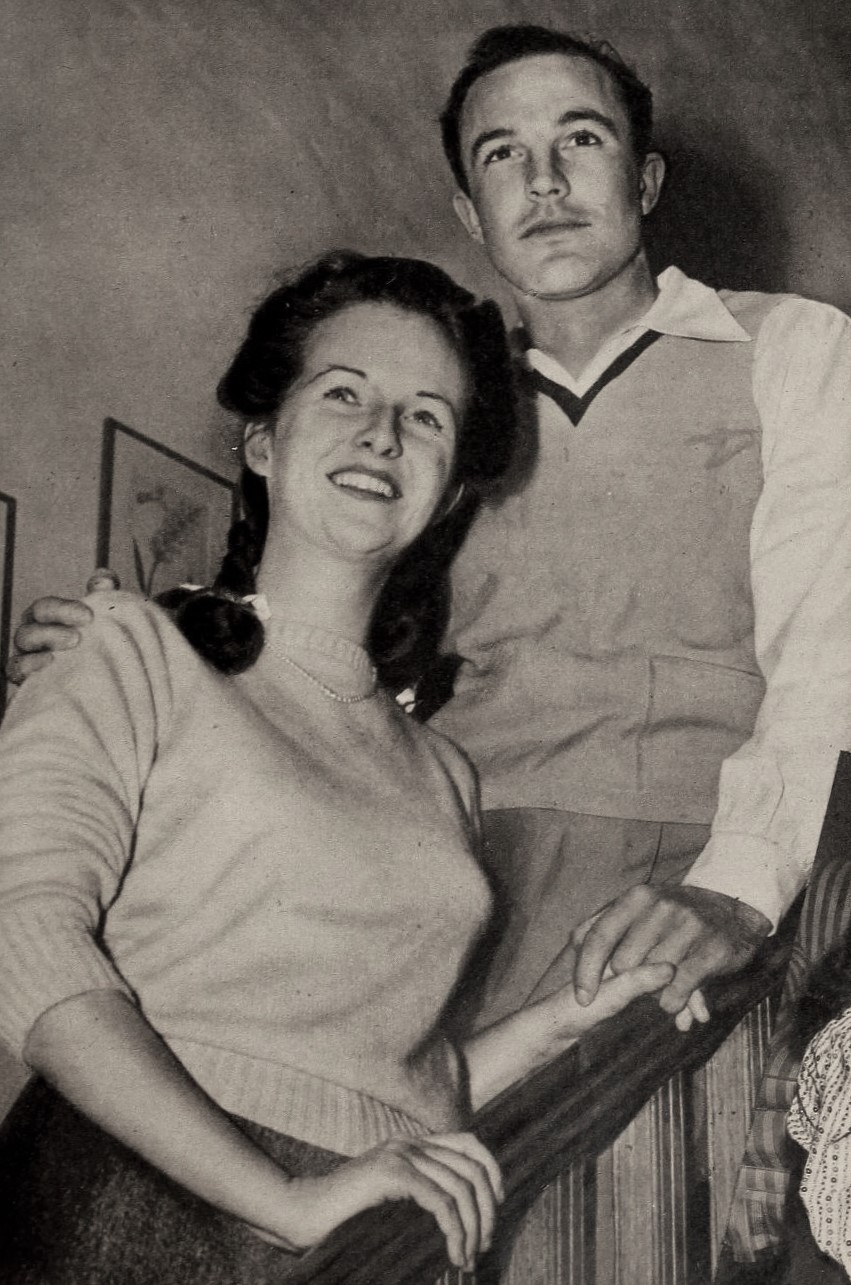
Betsy Blair i Gene Kelly, 1943

W wieku 15 lat zapewniła sobie stypendium w Sarah Lawrence College. Wkrótce porzuciła szkołę i zaczęła karierę tancerki w jednym z nocnych klubów Nowego Jorku. W międzyczasie Blair dołączyła do chóru w International Casino na Times Square, a po jego zamknięciu od stycznia 1940 pracowała w chórze Diamond Horseshoe Billy’ego Rose’a, gdzie jako choreograf pracował Gene Kelly, starszy od niej o 12 lat aktor i tancerz, z którym zawarła związek małżeński 22 września 1941. W wieku 18 lat urodziła córkę Kerry Kelly (ur. 16 października 1942).
Debiutowała na ekranie w roli Katie w filmie noir The Guilt of Janet Ames (1947) z Rosalind Russell. Chociaż zaczęła pojawiać się w kolejnych filmach, jej kariera stanęła w miejscu ze względu na poglądy polityczne i znalazła się na czarnej liście Hollywood. Wyznawała lewicowe poglądy polityczne i próbowała wstąpić do Partii Komunistycznej, ale jej wniosek został odrzucony, ponieważ partia uznała, że będzie bardziej wartościowa jako żona postępowego Gene’a Kelly’ego. Sam Kelly nie był komunistą, a jego status cennej gwiazdy zapewnił parze pewną ochronę.
Za rolę Clary Snyder w melodramacie Delberta Manna Marty (1955) była nominowana do Nagrody Akademii, ale nie dostała statuetki. Dwa lata później rozpadło się małżeństwo i 3 kwietnia 1957 doszło do rozwodu. Blair wyjechała do Paryża, grając w filmach francuskich, włoskich i hiszpańskich.
W 1963 przeniosła się do Londynu, gdzie 3 września 1963 wyszła za mąż za czesko−brytyjskiego reżysera filmowego pochodzenia żydowskiego, Karela Reisza, należącego do grupy tzw. „angielskich młodych gniewnych”. U schyłku swojej kariery Betsy Blair grywała głównie w teatrze i filmach telewizyjnych, w tym w serialu Scarlett (1994) z Joanne Whalley. W 2002 odrzuciła propozycję zagrania w Godzinach Stephena Daldry’ego ze względu na obowiązek opiekowania się schorowanym drugim mężem. Zasiadała w jury sekcji „Un Certain Regard” na 58. MFF w Cannes (2005).
Zmagała się z chorobą nowotworową. Zmarła 13 marca 2009 w wieku 85 lat.

## Wybrana filmografia
- 1947: Podwójne życie jako dziewczyna w sklepie z perukami
- 1948: Kłębowisko żmij jako Hester
- 1955: Marty jako Clara Snyder
- 1986: Zejście do piekieł jako Pani Burns
- 1988: Zdradzeni jako Gladys Simmons
- 1994: Scarlett jako siostra miłosierdzia

## Nagrody
| Rok  | Nagroda                                       | Kategoria                         | Film                             |
| ---- | --------------------------------------------- | --------------------------------- | -------------------------------- |
| 1956 | Nagroda BAFTA                                 | Najlepsza aktorka pierwszoplanowa | Marty (1955)                     |
| 1956 | 17. Międzynarodowy Festiwal Filmowy w Wenecji | Specjalne wyróżnienie             | Główna ulica (Calle Mayor, 1956) |
| 2006 | Międzynarodowy Festiwal Filmowy w Chicago     | Nagroda za całokształt twórczości | –                                |